# Schiedeella crenulata
Schiedeella crenulata là một loài thực vật có hoa trong họ Lan. Loài này được (L.O.Williams) Espejo & López-Ferr. miêu tả khoa học đầu tiên năm 1997.